# Estación de Colón (Metrovalencia)
Colón es una estación-intercambiador de las líneas 3, 5, 7 y 9 de Metrovalencia. Se inauguró el 16 de septiembre de 1998. Se encuentra bajo la calle Colón y la plaza de los Pinazo, en el barrio de San Francisco (distrito de Ciudad Vieja).

## Accesos
Dispone de dos accesos, uno en la calle Colón con la plaza de los Pinazo y otro en la calle Colón con la calle Roger de Lauria. El ascensor se encuentra en el primero de ellos.